# Padrão de Turing

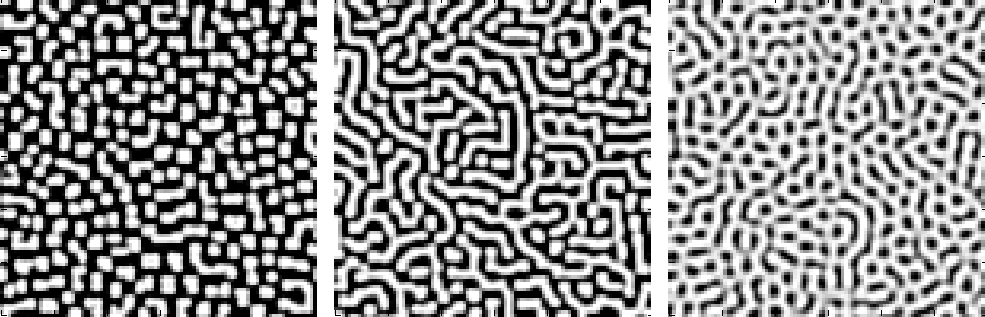
Três exemplos de padrões de Turing

O matemático inglês Alan Turing introduziu um conceito que veio a ser conhecido como padrão de Turing em um artigo de 1952 intitulado "A Base Química da Morfogênese". Este artigo básico descreve como os padrões na natureza, como listras e manchas, podem surgir de forma natural e autônoma a partir de um estado homogêneo e uniforme. Em seu artigo clássico, Turing examinou o comportamento de um sistema no qual duas substâncias difusíveis interagem entre si e descobriu que tal sistema é capaz de gerar um padrão espacialmente periódico mesmo a partir de uma condição inicial aleatória ou quase uniforme. Turing formulou a hipótese de que os padrões de onda resultantes são a base química da morfogênese.  O padrão de Turing é freqüentemente encontrado em combinação com outros: o desenvolvimento dos membros de vertebrados é um dos muitos fenótipos que exibem o padrão de Turing sobreposto a um padrão complementar (neste caso, o modelo da bandeira francesa).

## Visão geral

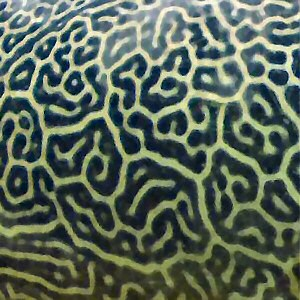
Um exemplo de um padrão natural de Turing em um baiacu gigante

A teoria original, uma teoria de reação-difusão da morfogênese, serviu como um modelo importante na biologia teórica. Os sistemas de reação-difusão têm atraído muito interesse como um modelo de protótipo para a formação de padrões. Padrões como hexágonos, espirais e listras são encontrados como soluções de equações de reação-difusão semelhantes a Turing.
Turing propôs um modelo em que duas substâncias homogeneamente distribuídas (P e S) interagem para produzir padrões estáveis durante a morfogênese. Esses padrões representariam diferenças regionais nas concentrações das duas substâncias. Suas interações produziriam uma estrutura ordenada do caos aleatório.
No modelo de Turing, a substância P promove a produção de mais substância P, bem como de substâncias S. No entanto, a substância S inibe a produção da substância P; se S se difunde mais facilmente do que P, ondas agudas de diferenças de concentração serão geradas para a substância P. Uma característica importante do modelo de Turing é que comprimentos de onda químicos específicos serão amplificados enquanto todos os outros serão suprimidos.
Também foi demonstrado que os padrões do tipo Turing surgem em organismos em desenvolvimento sem o requisito clássico de morfogênios difusíveis. Estudos no desenvolvimento embrionário de pintinhos e camundongos sugerem que os padrões dos precursores da pena e do folículo capilar podem ser formados sem um pré-padrão morfogênico e, em vez disso, são gerados por meio da auto-agregação de células mesenquimais subjacentes à pele. Nesses casos, uma população uniforme de células pode formar agregados regularmente padronizados que dependem das propriedades mecânicas das próprias células e da rigidez do ambiente extracelular circundante. Padrões regulares de agregados celulares desse tipo foram originalmente propostos em um modelo teórico formulado por George Oster, que postulou que alterações na motilidade e rigidez celular poderiam dar origem a diferentes padrões auto-emergentes de um campo uniforme de células. Este modo de formação de padrão pode atuar em conjunto com os sistemas clássicos de reação-difusão ou de forma independente para gerar padrões no desenvolvimento biológico.

## Aplicação biológica

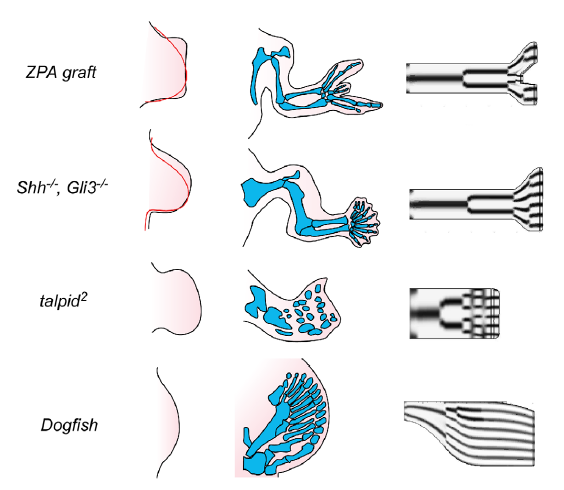
Simulações do efeito da expansão distal do botão do membro

Um mecanismo que tem ganhado atenção crescente como gerador de padrões semelhantes a manchas e listras em sistemas de desenvolvimento está relacionado ao processo de difusão por reação química descrito por Turing em 1952. Isso foi esquematizado em uma estrutura biológica de "inibição lateral de autoativação local" (LALI) por Meinhardt e Gierer. Os sistemas LALI, embora formalmente semelhantes aos sistemas de reação-difusão, são mais adequados para aplicações biológicas, uma vez que incluem casos em que os termos do ativador e do inibidor são mediados por '' reatores'' celulares em vez de simples reações químicas, e transporte espacial pode ser mediado por mecanismos além da difusão simples. Esses modelos podem ser aplicados à formação de membros e desenvolvimento de dentes, entre outros exemplos.